# ブシロード
株式会社ブシロード（英: Bushiroad Inc.）は、主にカードゲーム、トレーディングカード、ゲームソフトの開発、製作、販売、各種コンテンツのプロデュースを手がける日本の企業。ブシロードグループの中核企業。

## 会社概要
ブロッコリー創業者で元社長の木谷高明が、東京都中野区東中野4-6-2 和興東中野ビル（現Onest東中野ビル）を所在地として設立。社名は木谷がブロッコリー時代に企画されたが諸事情で中断したメディアミックス作品「熱風海陸ブシロード」にちなんでおり、「ブシロードがいまだにアニメ化されていないことが心残りだ」という木谷の思いから、企画に関わった人物の一人で2004年に急逝した吉田直の両親の承諾を得て命名された。
社名ロゴは創業から2017年6月ごろまで、先述した同作の企画当初のタイトルロゴより流用したものを使用。なお、社名ロゴは同年5月に創立10周年を迎えたのを機にデザインを一新、同年7月より、取り扱い商品やテレビCMなどで随時使用を開始する。
トレーディングカードゲームの企画販売を祖業とし、それをメディアミックス展開するために、順次関連業務を自前で賄う形（自ら創業する形、既存企業を買収する形、どちらもある）で会社規模を拡大していき、2024年現在ではIP全体のプロデュースを担っている。実務は子会社・関連会社に任せている事業が多く、またそれら会社の株式は間接保有（孫会社）もあったが、海外の一部会社を除き、全て直接保有するよう改め、持株会社として各社へ経営指導する形態を取っているが、純粋持株会社ではない（かつては株式会社ブシロードグループパブリッシングがあったが、逆吸収合併している）。2024年現在の直轄事業は、IPの企画・統括、トレーディングカードゲームのほかに、家庭用およびモバイル・PCゲーム（ブシロードゲームズ。直接開発・運営を一括して行っているものと、関連会社のフロントウイングラボや外部企業との協業もある）も手掛けている。
また、プロレス事業にも力を入れており、新日本プロレス・スターダムと男女分野のそれぞれ最大手の団体を傘下に有している。

## 略歴
2007年5月18日、設立。
2012年1月31日、旧・株式会社ブシロードグループパブリッシングが新日本プロレスを買収した。
2012年12月31日に大型イベントを開催、公開生放送としてTOKYO MX・BS11にて同時生放送を実施。
2013年12月31日に熱風海陸ブシロード3時間スペシャルを放送し、前年と同じくTOKYO MX・BS11にて同時放送を実施。
2016年9月15日にグリーと資本業務提携契約を締結、グリーがブシロードの実施する第三者割当増資を引き受け、約20億円（出資比率10%強）を出資する。これにより、ブシロードの保有するIPコンテンツを活用し、スマートフォン向けゲームアプリの共同開発やコンテンツビジネスにおける協業を行うことになる。
2017年7月1日より、順次10周年を記念した新ロゴの使用開始（ブシロードを冠するグループ会社にもBのマークを色違いにして順次適用。当社及び海外法人は赤、ミュージック及びミュージック・パブリッシングは空、クリエイティブは緑、メディアは橙、ファイトは金、ムーブは青、ウェルビーは黄緑）。同年8月1日には、企業情報サイト（bushiroad.co.jp）を新規開設し、既存サイト（bushiroad.com）は製品情報に特化させている。
木谷は一時期シンガポール現地法人を拠点として海外事業を含めた全体を統括していた。この時期は、専務の戸塚恵一もブシロードの代表権を持ち、更にブシロードミュージックの代表取締役社長と響の取締役も兼任（かつてはブシロードメディアの社長も兼任）していた。
木谷は、コンテンツ開発の陣頭指揮を執るため、2017年10月20日に開催される株主総会においてブシロード社長の座を降り、代表権も返上、取締役デジタルコンテンツ部本部長・広報宣伝部部長兼ブシロードミュージック代表取締役社長に就任、取締役だった橋本義賢が代表取締役社長に就任した（また、戸塚は全ての役職から外れている）。
設立から長らく、『TCGカンパニー』と謳って来たが、2018年10月の木谷のコラムにて、「近い将来、ブシロードはTCGカンパニーからIPデベロッパーへと変わります」と宣言、TCGを大切にしつつもIPの価値を高めるとした。そして、2019年4月からテレビ番組の提供読み上げ（90秒以上）などで、2019年6月21日からは公式企業情報サイトにおいても『IPデベロッパー』と謳っている。
2019年7月1日、KADOKAWA・キネマシトラスとの3社間において、アニメ制作における包括的業務提携の締結を発表。
2019年7月29日に東京証券取引所マザーズ市場に上場。
2019年10月17日、同年12月1日付で女子プロレス団体スターダムを買収。連結子会社のキックスロード（同時にブシロードファイトに商号変更）の一事業とする。
2019年12月2日、7月の業務提携の延長でキネマシトラスと資本提携を締結、同社の発行済株式31.8%を取得（KADOKAWAも同額を取得）し、持分法適用関連会社化。
2019年12月20日、サンジゲンと資本提携を結び、同社の発行済株式8.2%を取得した。
2020年6月19日、新型コロナウイルス感染症の流行による経営リスク回避の観点から、有事の際には、確実にかつ迅速に経営判断ができる体制を整える為、代表取締役を2名体制とする方針を決定、木谷が再び代表取締役となり、新たに会長に就任した。
2020年8月19日、株式会社ソーシャルインフォとの業務提携を発表、9月1日付で同社の発行済み株式を、コロプラから譲渡を受ける形で取得し、連結子会社化する。
2020年11月27日、ブロッコリーとの間で資本業務提携の契約を結ぶことが発表された（2023年解消）。
2022年4月4日、東京証券取引所の市場区分の見直しにより、東京証券取引所マザーズからグロース市場へ移行。
2022年7月1日、木谷が代表取締役社長に復職し、会長職は空席となるとともに代表取締役も1名体制に戻った（なお、橋本は社長を退任した後も一取締役として引き続き経営に関与した後、2023年9月の株主総会で取締役からも退任）。
2023年1月9日、新ゲームレーベル「ブシロードゲームズ」の設立を発表、モバイルゲームレーベルの「ブシモ」も同レーベルへ統合される。
2024年、『プロ野球カードゲーム DREAM ORDER』のプロモーションを兼ねて、プロ野球球団の中日ドラゴンズのオフィシャル・ゴールドスポンサー、読売ジャイアンツのサポーティングカンパニー、東北楽天ゴールデンイーグルスのオフィシャルスポンサー、福岡ソフトバンクホークスのオフィシャルスポンサー、広島東洋カープの大型ビジョン広告およびスポンサードゲームのスポンサー、横浜DeNAベイスターズのスポンサー、北海道日本ハムファイターズのスポンサー、東京ヤクルトスワローズのオフィシャルスポンサー、千葉ロッテマリーンズのオフィシャルスポンサー、オリックス・バファローズのオフィシャルパートナー、阪神タイガースの阪神タイガースレギュラーパートナー、埼玉西武ライオンズのオフィシャルスポンサーにそれぞれ契約締結した。またホークスが運営する 「王貞治ベースボールミュージアム」のネーミングライツを獲得した。また、冠協賛試合を12試合行う予定。
2024年2月、『バンドリ! ガールズバンドパーティ!』の運営・開発を同年1月まで務めていたクラフトエッグの代表取締役である森川修一により設立されたフロムトーキョーと業務提携を締結、同年11月には資本業務提携に拡大。

## 主な事業・商品
株式会社ブシロード 事業情報を元に記載しているが、グループ会社と連携して行っている事業が多く、ブシロード本体が主体となって行っている事業について詳細を記載する。傘下企業主体の事業の詳細に関しては、各リンク先またはブシロードグループ#主要グループ企業と担当部門を参照。

### 大型IP

#### 主要IP
ブシロードグループのIPで特に規模が大きい代表的なコンテンツ
- カードファイト!! ヴァンガード
- BanG Dream!
- 少女☆歌劇 レヴュースタァライト
- 新日本プロレス（新日本プロレスリング株式会社担当）

#### その他のIP
- アサルトリリィ（他社IPをブシロード主導で大規模展開）
- ROAD59 ‐新時代任侠特区‐
- D_CIDE TRAUMEREI
- from ARGONAVIS

#### 過去の主要IP
- Project MILKY HOLMES ※ プロジェクト終結
- D4DJ ※ 2024年6月20日付で、元々ゲームアプリの開発を担当し、プロジェクトとしても協力体制を組んでいた株式会社DONUTSに全面移管[31]。

### トレーディングカードゲーム(TCG)
直轄事業。
2025年現在。
- ヴァイスシュヴァルツ
  - ヴァイスシュヴァルツブラウ
  - ヴァイスシュヴァルツロゼ
- カードファイト!! ヴァンガード
- Reバース for you
- Shadowverse EVOLVE
- プロ野球カードゲーム DREAM ORDER
- 五等分の花嫁 カードゲーム
- ラブライブ!シリーズ オフィシャルカードゲーム[32]
- ゴジラ カードゲーム（企画・発売元：東宝）[33]

#### 過去に展開・サポートしていたTCG
- キングオブプロレスリング
- アリス×クロス
- ヴィクトリースパーク
  - サンデーVSマガジン トレーディングカードゲーム（ヴィクトリースパークに統合）
- ブシロードトレーディングカードセレクション
- ジュエルペット トレーディングカードゲーム
- モンスター・コレクション
- ファイブクロス（ジーンクロスへ移行）
- ラクエンロジック
- ChaosTCG（2019年2月22日発売のブースターパック「探偵オペラ ミルキィホームズ」を最後に製品展開を、2021年2月28日をもってユーザーサポート類を終了[34]）
- フューチャーカード バディファイト
- ラブライブ! スクールアイドルコレクション

### デジタルゲーム
直轄事業。

「ブシロードゲームズ」のロゴ

デジタルゲーム事業は、スマートフォンアプリゲームブランドの「ブシモ」を中心に展開していたが、2021年3月に子会社化したフロントウイングラボ（2024年9月にグループ離脱）によるPCを主体としたゲーム事業のグループ取り込み、2021年9月以降の家庭用ゲームへの本格再参入を経て、2023年1月にこれらを集約したゲーム事業の総合ブランドとして「BUSHIROAD GAMES（ブシロード ゲームズ）」を立ち上げることを発表した。

#### モバイルオンラインゲーム(MOG)
旧アプリゲームブランド「ブシモ」から統合された。アプリ起動時の「ブシモ」ロゴおよびボイスコールは、2023年夏頃より「ブシロードゲームズ」へと順次差し替えが行われている。

旧「ブシモ」のロゴ

ブシモは、元々スマートフォン向けソーシャル・ネットワーキング・サービス (SNS)として、短いメッセージを投稿できるタイムラインやチャット、アバター、キャラポイントの機能があり、キャラポイントはブシモと連携したゲームのプレイ状況に応じて付与されていた（現在は連携機能は廃止）。
現在配信中のタイトル
2024年現在。
| 配信年 | 開始日   | タイトル                          | 備考                                               |
| ------ | -------- | --------------------------------- | -------------------------------------------------- |
| 2017年 | 3月16日  | バンドリ! ガールズバンドパーティ! | 開発：Craft Egg （2024年1月3日まで。現在は直轄）   |
| 2017年 | 11月28日 | 新テニスの王子様 RisingBeat       | 開発：アピリッツ （2025年8月31日サービス終了予定） |

終了したタイトル
- カオスオンライン（2009年‐2011年）
- 大疾走!ミルキィホームズ ターボ（2012年‐2014年）
- 恋愛リプレイ（2012年‐2017年）
- カードファイト!! ヴァンガード 惑星大戦（2013年‐2016年）
- BOUND MONSTERS（2012年‐2015年）
- ラブライブ! スクフェスシリーズ（2013年‐2024年）
  - ラブライブ! スクールアイドルフェスティバル（開発元：KLab・2013年4月15日 - 2023年3月31日、『スクフェス2』に移行[37]）
  - ラブライブ! スクールアイドルフェスティバル ALL STARS（2019年9月26日 - 2023年6月30日）
  - ラブライブ！スクールアイドルフェスティバル2 MIRACLE LIVE!（2023年4月15日-2024年3月31日）
- 禁断召喚!サモンマスター（2013年‐2015年）
- 神狩デモンズ×トリガー（2013年‐2014年）
- 全国ヒーロースラッシュバトル（2013年）
- ドラゴンストライク（2013年‐2015年）
- トイズドライブ（2014年‐2016年）
- クレヨンしんちゃん関連
  - クレヨンしんちゃん 嵐を呼ぶ 炎のカスカベランナー!!（2014年4月25日 - 2024年6月30日[38]）
  - クレヨンしんちゃん ちょ～嵐を呼ぶ 炎のカスカベランナー!! Z（2020年3月26日 - 2024年6月30日[39]）
- 爆走兄弟レッツ&ゴー!! ミニ四駆ワールドランナー（2015年 - 2016年）
- ジーンクロス（2016年頃サービス終了、アプリゲームであるが、ブシモ扱いではない）
- Chaos TCG（開発中止）
- グラナディアサーガ
- 忍たま乱太郎 ふっとびパズル!の段
- Cardfight!! Online（終了時期不明、海外向けブラウザゲーム）
- 戦姫絶唱シンフォギアXD UNLIMITED（開発元：ポケラボ→キングポーン・2017年6月26日 - 2024年1月31日）
- バディスマ!![注 5]（2018年6月1日 - 2021年5月31日）
- トリプルモンスターズ（2018年）
- 九州三国志（2018年 - 2019年）
- たぷろじ〜TAP! Luck & Logic〜
- 名探偵コナンランナー 真実への先導者（2019年 - 2020年）
- カードキャプターさくら ハピネスメモリーズ
- ヴァンガードZERO（2019年12月5日 - 2023年6月30日[40]）
- グリザイア クロノスリベリオン（2020年11月24日[41] - 2021年8月31日）
- アルゴナビス from BanG Dream! AAside（2021年1月14日[42] - 2022年1月31日）
  - アルゴナビス -キミが見たステージへ-（開発：アンビション・2024年2月7日 - 11月30日）
- 新日本プロレスSTRONG SPIRITS（共同開発：ドリコム・2022年2月28日[43] - 2024年3月31日[44]）
- 少女☆歌劇 レヴュースタァライト -Re LIVE-（共同開発：エイチーム&TBS・2018年10月21日 - 2024年9月30日）

他社へ移管されたタイトル
- ラストグノウシア（配信開始前に展開中止。開発元のダイダロス社に全面移管）
- しろくろジョーカー（2020年5月31日付でDigital monkeyへ運営を移管[45]）
- けものフレンズぱびりおん（2020年8月25日に開発元のUniqueWaveへ運営を移管、その後2021年6月30日サービス終了）
- ロストディケイド（2021年3月10日付でRastar Gamesへ運営を移管[46]、その後2024年8月5日サービス終了[47]）
- アサルトリリィ Last Bullet（2022年6月23日付で運営から撤退[48]）
- クレヨンしんちゃん 一致団ケツ! かすかべシティ大開発（開発元：ポッピンゲームズジャパン、現在は開発元のポッピンゲームズジャパンより運営中）
- D4DJ Groovy Mix（開発元：DONUTS、2024年7月8日付で開発元のDONUTSへ運営を移管[49]）

その他のモバイル・ブラウザコンテンツ
- クリック! 怪盗帝国（2010年‐公開中）
- ミルキィ大富豪（2012年‐公開中）

#### 家庭用ゲーム（コンソールゲーム）ソフト
2010年に同社初のゲームソフトである、『探偵オペラ ミルキィホームズ』を発売して以降、2012年発売の『探偵オペラ ミルキィホームズ2』を最後に事実上撤退状態だったが、2021年発売の『バンドリ！ ガールズバンドパーティ！ for Nintendo Switch』より再参入。その後、ブシロードゲームズを立ち上げてからは、それまで主力だったモバイルゲームに代わり、家庭用ゲームが主力となるよう順次、体制移行を進めている。
なお、再参入前、ヴァンガード（「エクス」以前）及びバディファイト関連のゲームについては当社ではなくフリューからリリースされていた。
| 発売年 | 発売日   | タイトル                                                              | プラットフォーム                      | 備考                                                                              |
| ------ | -------- | --------------------------------------------------------------------- | ------------------------------------- | --------------------------------------------------------------------------------- |
| 2010年 | 12月16日 | 探偵オペラ ミルキィホームズ                                           | PlayStation Portable                  |                                                                                   |
| 2011年 | 9月      | 探偵オペラ ミルキィホームズ1.5                                        | PlayStation Portable                  |                                                                                   |
| 2012年 | 8月23日  | 探偵オペラ ミルキィホームズ2                                          | PlayStation Portable                  |                                                                                   |
| 2020年 | 3月19日  | クレヨンしんちゃん 嵐を呼ぶ 炎のカスカベランナー!!                    | Nintendo Switch Steam                 | 開発：オペラハウス ダウンロード配信のみ                                           |
| 2021年 | 9月16日  | バンドリ！ ガールズバンドパーティ！ for Nintendo Switch               | Nintendo Switch                       | 開発：ロケットスタジオ                                                            |
| 2022年 | 3月24日  | 小林さんちのメイドラゴン 炸裂!!ちょろゴン☆ブレス                      | Nintendo Switch PlayStation 4         | 開発：カミナリゲームス                                                            |
| 2022年 | 9月29日  | 新テニスの王子様 LET’S GO!! 〜Daily Life〜 from RisingBeat            | Nintendo Switch                       |                                                                                   |
| 2022年 | 11月17日 | カードファイト!! ヴァンガード ディアデイズ                            | Nintendo Switch Steam                 | 開発：ランカース                                                                  |
| 2023年 | 10月12日 | リアセカイ                                                            | Nintendo Switch                       | 「ブシロードゲームズ」レーベル第1弾ソフト 開発：HAKAMA 2024年8月23日にSteam版発売 |
| 2024年 | 2月29日  | ゴブリンスレイヤー -ANOTHER ADVENTURER- NIGHTMARE FEAST               | Nintendo Switch Steam                 | 開発：アポロソフト / メビウス                                                     |
| 2024年 | 3月14日  | マクロス -Shooting Insight-                                           | Nintendo Switch Steam PlayStation 5/4 | 開発：カミナリゲームス                                                            |
| 2024年 | 6月20日  | 無職転生 〜異世界行ったら本気だす〜 Quest of Memories                 | Nintendo Switch PlayStation 5/4 Steam | 開発：ランカース                                                                  |
| 2024年 | 8月8日   | 少女☆歌劇 レヴュースタァライト 舞台奏像劇 遙かなるエルドラド          | Nintendo Switch Steam                 | 開発：フロントウイング                                                            |
| 2025年 | 1月30日  | カードファイト!! ヴァンガード ディアデイズ2                           | Nintendo Switch Steam                 | 開発：ランカース                                                                  |
| 2025年 | 3月13日  | ダンジョンに出会いを求めるのは間違っているだろうか 水と光のフルランド | Nintendo Switch Steam                 |                                                                                   |
| 2025年 | 4月10日  | PROGRESS ORDERS                                                       | Nintendo Switch Steam                 | 開発：HAKAMA                                                                      |
| 2025年 | 4月24日  | ラブライブ!虹ヶ咲学園スクールアイドル同好会 トキメキの未来地図        | Nintendo Switch Steam                 | 開発：ヒューネックス                                                              |
| 2025年 | 6月5日   | 夏目友人帳 〜葉月の記〜                                               | Nintendo Switch Steam                 | 開発：トイジアム                                                                  |
| 2025年 | 6月12日  | VIRTUAL GIRL @ WORLD'S END                                            | Nintendo Switch Steam Windows         |                                                                                   |
| 2025年 | 7月17日  | HUNTER×HUNTER NEN×IMPACT                                              | Nintendo Switch PlayStation 5 Steam   | 開発：エイティング                                                                |
| 2025年 | 9月25日  | ROAD59 -新時代任侠特区- 摩天楼モノクロ抗争                            | Nintendo Switch Steam                 | 開発：ロケットスタジオ                                                            |
| 2025年 | 10月2日  | 魔法使いの嫁 盛夏の幻と夢見る旅路                                     | Nintendo Switch PlayStation 5 Steam   |                                                                                   |
| 2025年 | 10月30日 | D.C. Re:tune 〜ダ・カーポ〜 リチューン                                | Nintendo Switch Steam                 |                                                                                   |

### イベント

#### トレーディングカードゲームイベント
- 大ヴァンガ祭
ブシロードのTCGを代表するイベント
- しろくろフェス
ヴァイスシュヴァルツのイベント
- BCF（Bushiroad Card Fight）／WGP（BUSHIROAD World Grand Prix）
カードゲーム大会
- ブシロード内覧会(ブシロード戦略発表会)
TCGの新企画発表会。関係者枠での公開の後、一般開放もされる。

#### モバイルオンラインゲームイベント
- スクフェス感謝祭（2019年まで）、スクフェスシリーズ感謝祭（2020年から）
ラブライブ! スクールアイドルフェスティバルのリアルイベント、2020年からラブライブ！スクールアイドルフェスティバル ALL STARSとの合同イベントとなっている。
- ガルパーティ！&スタリラ祭
バンドリ! ガールズバンドパーティ!と少女☆歌劇 レヴュースタァライト -Re LIVE-の合同リアルイベント

### MD(マーチャンダイジング)
ブシロードクリエイティブに全面移管（ただし、発売はブシロード名義、商品サポートはブシロードクリエイティブという形式を取る商品もあり）。
2021年6月までは以下をブシロードが直轄していた。
- ブシロード EC SHOP → Bushiroad Online Store
EC SHOPはグループのブシロードミュージックが展開していたグッズ事業を継承。
ブシロードグループの通信販売事業は、グループの響（現ブシロードメディア）によって、一般流通販売商品について常設販売する『HiBiKi EC SHOP!』、ライブグッズ及びイベント内物販ブースでの限定商品などについて、先行または事後販売を期間限定で実施する『HiBiKi EC SHOP! 期間限定通販』・『HiBiKi EC SHOP! 期間限定イベント通販』が運用されていて、2012年10月に響ミュージック（現ブシロードミュージック）新設に当たり、事業を承継。2016年に入り、ブシロードミュージックは『ブシロード EC SHOP』を追加で開設し、こちらも暫定的に期間限定販売に使用していたが、2016年6月15日をもって全て閉鎖され、同6月20日からリニューアルした『ブシロード EC SHOP』に一本化された。2017年11月1日付で、ブシロードに移管。2021年7月のMD事業のブシロードクリエイティブ全移管に伴い、クリエイティブ社は2021年8月5日に「Bushiroad Online Store」を立ち上げた。EC SHOPはブシロード直轄名義の扱いのまま、2022年1月29日に完全閉鎖[59]。
- サプライ
トレーディングカードゲームのサプライ品
- ライブグッズ
ペンライト、Tシャツ、タオルなどのブシロード主催ライブ等の公式グッズ
- 健康食玩

　　ブシロードウェルビーが、プロテインバーを主に発売。従来はスポーツ関連事業の一部だったが、2024年にMDに移管。

### アド（広告）
広告代理店業を中核として、音響・実写映像制作、声優プロダクションなど、BtoB関連業務を主体とする部門。ゲームビズの買収により、ゲームやアニメの情報サイトの運営も行っている。
ブシロード本体としては、製作委員会収入管理の業務がメディア部門として計上されていたが、2022年8月12日発表の中期経営計画によれば、製作委員会業務はブシロードムーブの広告代理店事業に内包されている。

### スポーツ
ブシロード本体としては、アマチュアレスリング選手育英の「ブシロードクラブ」を運営していたが、2020年6月に新日本プロレスへ移管し、「TEAM NEW JAPAN」となっている。また、新日本プロレス買収前にはブシロードレスリングの名で独自のプロレス興行を行っていた。
この他にも、かつてはフィットネスクラブ事業（ブシロードウェルビー担当）も行い、「スポーツ・ヘルスケア」部門としていたが、2023年6月末で撤退した。

### グローバル
日本国外展開
- TCG
世界各地において、TCGを英語版にローカライズして発売したり（日本語版のままの国もある）、カードゲーム大会も展開
- MOG
世界各地において、アプリゲームを英語、中国語（繁体字、簡体字）、韓国語にローカライズして配信
- CHARA EXPO
シンガポール及びアメリカ合衆国で開催しているイベント

### その他の事業
アンテナショップ
- （2025年1月閉店予定）「BanG Dream! & D4DJ Store」Supported by GAMERS
「Store Mixa」として、池袋 Mixalive TOKYO内に2020年3月に開業予定だったが、新型コロナウイルスの影響で延期、同年6月10日に上記店名でプレオープン。ただし、開店後も「Store Mixa」という店名表記も並行して使用されており、どちらが正式名称なのかは不明。
- （2020年1月閉店）ブシロードストア
イオンモール幕張新都心内
ブシロードグループ全般の商品を取扱い（『総合アンテナショップ』と称していた）。
- （2020年6月閉店）ブシロードTCGステーション
JR東日本秋葉原駅5番線ホーム上
TCG関連商品を取扱い。

カードショップ向けデジタルサイネージ
- ブシロード公認の約650店に設置されており、ネットワークを通じて最新情報を動画配信しているデジタルサイネージ

クレジットカード
- 2022年1月より、オリエントコーポレーションと提携し、「ブシロードカード」の発行を開始、運営はブシロードムーブが担う[63]。

イベントホール管理運営
- ブシロードミュージックが「上野学園石橋メモリアルホール」を買収・改修の上、2022年3月26日より劇団飛行船が「飛行船シアター」の名前に改めて営業開始、自社利用のほか元の所有者上野学園および外部からの利用も受け入れる[64]。

## 提供スポンサー
創業当初はテレビ各局の深夜アニメのスポンサーであり、特に自社版権や製作委員会の参加作品はもちろんのこと、ヴァイスシュヴァルツやブシモといったブシロードグループ系コンテンツの構成作品、響・HIBIKIに所属する声優が一人だけでも出演する作品は、必ず提供している。それに加えて2011年からはテレビ各局のゴールデン・プライム枠のバラエティ番組のスポンサーになるなど、広告活動も盛んである。
スポンサーに付く番組はTBS系列（主にMBS製作）やテレビ朝日系列、テレビ東京系列、独立局系が多く、日本テレビ系列とフジテレビ系列ではスポンサーに付く番組が極めて少ない。またTBS系CS放送のTBSチャンネル1・2、TBSニュースバードでもスポットCMを頻繁に流している。
本項では複数社提供の番組に関しては基本的に省略とする。

### テレビ
下記の番組は全て一社提供。
- ヴァンガードTV TRY（テレビ東京系列、2014年1月 - 3月）[注 9]
- 月刊ブシロードTV（2014年4月 - 2018年3月[注 10]）
- みるみるミルキィ（ブシロードミュージック製作、2014年10月 - 2015年6月）
- ブシモのテレビ（2015年7月 - 9月）
- WS劇場[注 11]（BS日テレ・『アニメにむちゅ〜』枠内、2019年10月 - 2020年6月）

単発・週替・不定期枠
- 初音ミク「マジカルミライ2013」マルッと紹介 90分SP!（2013年8月 単発、TOKYO MXのみ）

### ラジオ
- ブシロードpresents 相羽あいなの大こ〜かいRaDiO（TBSラジオ、2019年4月 - 2020年9月）

## 関連人物

### 役員
2024年2月現在。
代表取締役社長
- 木谷高明

取締役

- 村岡敏行
- 根本雄貴
- 桶田大介（社外）
- 稲田洋一（社外）
- 水野道訓（社外）
- 鳥嶋和彦（社外）

監査役
- 森瀬教文（常勤）
- 山田真哉（社外）
- 水野良（社外）

執行役員

- 長畑克也
- 成田耕祐
- 有本慎
- 朝倉成巳
- 平良俊一
- 中尾祐子
- 宮﨑智保
- 新福恭平
- 戸村祥平

### 元スタッフ
- 大河内卓哉（現：エヌ・シー・ジャパン所属）
- 中村伸行（現：コロプラ所属）
- 中山淳雄（元ブシロードインターナショナル社長）